# Holland Cup 2014/2015
De Holland Cup 2014/2015 was het vijfde seizoen van deze door de KNSB georganiseerde serie wedstrijden. De Holland Cup was sinds enige jaren samengevoegd met enkele traditionele wedstrijden voor Nederlandse subtoppers en bestond zowel uit wedstrijden over losse afstanden als verschillende soorten meerkampen. De wedstrijden van de Holland Cup gelden tevens als belangrijkste plaatsingswedstrijden voor de Nederlandse kampioenschappen.

## Wedstrijden
| Wedstrijd                                                    | Data                       | IJsbaan                         | Plaats    | Extra belang                   |
| ------------------------------------------------------------ | -------------------------- | ------------------------------- | --------- | ------------------------------ |
| Holland Cup afstanden 1 (tevens IJsselcup)                   | 17–19 oktober 2014         | De Scheg                        | Deventer  | Plaatsing NK afstanden 2015    |
| Holland Cup afstanden 2                                      | 15–16 november 2014        | Leisure World Ice Center        | Dronten   |                                |
| Holland Cup pure sprint                                      | 30 november 2014           | Leisure World Ice Center        | Dronten   |                                |
| Holland Cup allround 1 (tevens Eindhoven Trofee)             | 6–7 december 2014          | IJssportcentrum                 | Eindhoven | Plaatsing NK allround 2015     |
| Holland Cup allround 1 (tevens Kraantje Lek Trofee)          | 6–7 december 2014          | Kennemerland                    | Haarlem   | Plaatsing NK allround 2015     |
| Holland Cup sprint 1 (tevens Utrecht City Bokaal)            | 13–14 december 2014        | Vechtsebanen                    | Utrecht   | Plaatsing NK sprint 2015       |
| Holland Cup sprint 2 (weekend van NK Pure sprint 2015)       | 31 januari 2015            | Schaats- en Racketcentrum Breda | Breda     |                                |
| Holland Cup allround 2 (tevens Gruno Bokaal)                 | 31 januari–1 februari 2015 | Kardinge                        | Groningen |                                |
| Holland Cup afstanden 3                                      | 14–15 februari 2015        | IJsbaan Twente                  | Enschede  | Plaatsing NK neo-senioren 2015 |
| Holland Cup afstanden 4 Finale (tevens NK neo-senioren 2015) | 6–8 maart 2015             | De Uithof                       | Den Haag  | Plaatsing NK afstanden 2016    |

## Winnaars

### Mannen
| Wedstrijd                                | 500 meter     | Tijd         | 1000 meter       | Tijd             | 1500 meter       | Tijd             | 5000 meter       | Tijd             | Meerkamp                            |
| ---------------------------------------- | ------------- | ------------ | ---------------- | ---------------- | ---------------- | ---------------- | ---------------- | ---------------- | ----------------------------------- |
| Holland Cup afstanden 1 /IJsselcup       | Ronald Mulder | 35,6735,06   | Michel Mulder    | 1.10,94          | Lucas van Alphen | 1.51,59          | Jorrit Bergsma   | 6.33,01          |                                     |
| Holland Cup afstanden 2                  | Jesper Hospes | 35,99        | Sjoerd de Vries  | 1.12,80          | Renz Rotteveel   | 1.51,80          | Jan Blokhuijsen  | 6.38,81          |                                     |
| Holland Cup pure sprint                  |               |              |                  |                  |                  |                  |                  |                  | Pure sprint: Niels Olivier          |
| Holland Cup allround 1/Eindhoven Trofee  |               |              |                  |                  |                  |                  |                  |                  | Kleine vierkamp: Jan Blokhuijsen    |
| Holland Cup sprint 1/Utrecht City Bokaal |               |              |                  |                  |                  |                  |                  |                  | Sprintvierkamp: Jesper Hospes       |
| Holland Cup sprint 2                     |               |              |                  |                  |                  |                  |                  |                  | Sprinttweekamp: Lennart Velema      |
| Holland Cup allround 2/Gruno Bokaal      |               |              |                  |                  |                  |                  |                  |                  | Grote vierkamp: Arjen van der Kieft |
| Holland Cup afstanden 3                  | Dai Dai Ntab  | 35,58        | Kai Verbij       | 1.10,87          | Lucas van Alphen | 1.51,44          | Erik Jan Kooiman | 6.33,56          |                                     |
| Holland Cup afstanden 4 Finale           | Michel Mulder | 35,3935,59   | Kjeld Nuis       | 1.10,48          | Thomas Krol      | 1.49,89          | Erik Jan Kooiman | 6.35,69          | Pure sprint: Kevin Schelling        |
| Eindklassement                           | Dai Dai Ntab  | Dai Dai Ntab | Lucas van Alphen | Lucas van Alphen | Lucas van Alphen | Lucas van Alphen | Erik Jan Kooiman | Erik Jan Kooiman | Pure sprint: Kevin Schelling        |

### Vrouwen
| Wedstrijd                                  | 500 meter            | Tijd                 | 1000 meter     | Tijd        | 1500 meter         | Tijd         | 3000 meter      | Tijd         | Meerkamp                          |
| ------------------------------------------ | -------------------- | -------------------- | -------------- | ----------- | ------------------ | ------------ | --------------- | ------------ | --------------------------------- |
| Holland Cup afstanden 1/IJsselcup          | Bo van der Werff     | 39,7239,66           | Melissa Wijfje | 1.19,24     | Melissa Wijfje     | 2.02,28      | Irene Schouten  | 4.17,35      |                                   |
| Holland Cup afstanden 2                    | Janine Smit          | 39,75                | Janine Smit    | 1.19,44     | Yvonne Nauta       | 2.02,56      | Yvonne Nauta    | 4.15,20      |                                   |
| Holland Cup pure sprint                    |                      |                      |                |             |                    |              |                 |              | Pure sprint: Annette Gerritsen    |
| Holland Cup allround 1/Kraantje Lek Trofee |                      |                      |                |             |                    |              |                 |              | Minivierkamp: Melissa Wijfje      |
| Holland Cup sprint 1/Utrecht City Bokaal   |                      |                      |                |             |                    |              |                 |              | Sprintvierkamp: Janine Smit       |
| Holland Cup sprint 2                       |                      |                      |                |             |                    |              |                 |              | Sprinttweekamp: Karolína Erbanová |
| Holland Cup allround 2/Gruno Bokaal        |                      |                      |                |             |                    |              |                 |              | Kleine vierkamp: Yvonne Nauta     |
| Holland Cup afstanden 3                    | Janine Smit          | 39,34                | Saori Toi      | 1.18,42     | Roxanne van Hemert | 2.00,78      | Yvonne Nauta    | 4.12,20      |                                   |
| Holland Cup afstanden 4 Finale             | Floor van den Brandt | 39,3039,20           | Melissa Wijfje | 1.18,68     | Yvonne Nauta       | 2.03,32      | Jorien Voorhuis | 4.16,34      | Pure sprint: Moniek Klijnstra     |
| Eindklassement                             | Floor van den Brandt | Floor van den Brandt | Janine Smit    | Janine Smit | Yvonne Nauta       | Yvonne Nauta | Yvonne Nauta    | Yvonne Nauta | Pure sprint: Moniek Klijnstra     |

2010/2011 · 
2011/2012 · 
2012/2013 · 
2013/2014 · 
2014/2015 · 
2015/2016 · 
2016/2017 · 
2017/2018 · 
2018/2019 · 
2019/2020 · 
2020/2021 · 
2021/2022 · 
2022/2023 · 
2023/2024 · 
2024/2025